# Hades-ICM
Hades-ICM, auch Spain-OSCAR 125, SO-125 ist ein spanischer Amateurfunksatellit, der als FM-Repeater für die weltweite Funkamateurkommunikation dient. Die Abkürzung ICM steht für icMercury, ein Unternehmen, welches auf kommerzielle Nutzung des Weltraums spezialisiert ist und an der Mission beteiligt ist.

## Aufbau
Der Satellit ist ein 1,5P Pocket-Qube (5 cm × 5 cm × 7,5 cm) und trägt einen V/U Transponder für FM und digitale Betriebsarten wie FSK/FT-4/FT-8. Weiter unterstützt der Satellit AX.25/APRS in einer Geschwindigkeit von 300 Bit/s bis 1200 Bit/s. Die Sendeleistung beträgt bis zu 250 mW.
Weiterhin trägt er eine experimentelle Nutzlast, die von der Firma SmartIR, einer Ausgründung des Graphene Engineering Innovation Centre der Universität Manchester, entwickelt wurde. Es wird ein aktiver Strahler mit sehr geringer Leistung unter Weltraumbedingungen getestet. Die Daten dieses Experiments werden offen über Telemetriepakete übertragen.

## Mission
Der Satellit wurde am 15. März 2025 von der Vandenberg Space Force Base  gestartet. Der Satellit wurde am 31. März vom Raumschlepper ION-SCV-017 des italienischen Weltraumunternehmens D-Orbit in der Umlaufbahn ausgesetzt und in der Folge in Betrieb genommen. Seit Juni steht der Satellit an den Wochenenden für den Amateurfunk zur Verfügung. Im weiteren Verlauf ist ein 24/7-Betrieb geplant.
Am 1. Juni 2025 wurde durch den OSCAR-Nummer-Koordinator der AMSAT-NA die Bezeichnung Spain-OSCAR-125 bzw. SO-125 verliehen. Seitdem ist der Satellit aktiv.

## Frequenzen
Die Frequenzen wurden von der IARU koordiniert.
- Uplink (MHz): 145,875 MHz (FM (ohne Subton) und FSK)
- Downlink (MHz): 436,666 MHz (FM, CW, FSK)